# Onthophagus barbieri
Onthophagus barbieri là một loài bọ cánh cứng trong họ Bọ hung (Scarabaeidae).